# Ahuacatlán (Nayarit)
Die knapp 8000 Einwohner zählende Kleinstadt Ahuacatlán („Ort der Avocados“) im mexikanischen Bundesstaat Nayarit ist gleichzeitig Hauptort einer insgesamt ca. 15.000 Einwohner zählenden Gemeinde (municipio).

## Lage und Klima
Die Kleinstadt Ahuacatlán liegt an einem Bachlauf zu Füßen des etwa 10 km nördlich gelegenen, aber seit 1875 weitgehend inaktiven Ceboruco-Vulkans etwa 80 km (Fahrtstrecke) südöstlich der Landeshauptstadt Tepic in einer Höhe von ca. 1000 m. Bis nach Guadalajara sind es ca. 145 km in südöstlicher Richtung; Mexiko-Stadt ist ca. 690 km entfernt. Das Klima ist meist schwülwarm; Regen (ca. 3000–4000 mm/Jahr) fällt überwiegend in den Sommermonaten.

## Bevölkerung
| Jahr      | 2000 | 2020 |
| Einwohner | 6304 | 7259 |

## Wirtschaft
Ackerbau (Mais, Sorghumhirsen, Erdnüsse, Zuckerrohr und Obstanbau) sowie die Viehzucht (Rinder, Schweine und Hühner) bilden noch immer in hohem Maße die Lebensgrundlage der jahrhundertelang als Selbstversorger lebenden Einwohner. Daneben gibt es mehrere Dienstleistungs-, Handwerks- und Mühlenbetriebe.

## Geschichte
Ahuacatlán existierte wahrscheinlich schon bei der Ankunft der Spanier (um 1525), die ihn mit treu ergebenen Nahuatl sprechenden Indios besiedelten. Der Ort wurde vom Franziskanerorden mit einem Kloster zur Missionierung der Indios ausgestattet.

## Sehenswürdigkeiten
Die Fassade der bereits im 16. Jahrhundert existierenden, aber in der zweiten Hälfte des 18. Jahrhunderts neu erbauten Iglesia de Francisco de Asís ist zwar turmlos, aber dennoch repräsentativ. Das einschiffige, aber mit Seitenkapellen versehene Kircheninnere ist weitgehend verputzt. Über der Vierung erhebt sich ein durchfensterter Tambour mit abschließender Kuppel.